# Jonas Bäckman
Jonas Bäckman, född 1832, död 1906, var en svensk lärare och läroboksförfattare.
Bäckman var adjunkt vid Härnösands folkskoleseminarium 1866–1904, folkskoleinspektör i Medelpad 1872–1886 och i Ångermanland 1876–1886. Bäckman var i slutet av 1800-talet en av Sveriges mest produktiva läroboksförfattare för folkskolan och småskolan.